# 寺田博
寺田 博（てらだ ひろし、1933年7月11日 - 2010年3月5日）は、日本の編集者、文芸評論家。

## 人物
長崎県に生まれる。早稲田大学教育学部卒業。1961年、河出書房新社に入社。1962年に復刊された『文藝』の編集者として井伏鱒二や瀬戸内晴美などを担当。編集長に就いた。また容貌が丸谷才一に酷似していることを丸谷から随筆の材料にされた。
1979年、作品社設立に参加し、翌年文藝雑誌『作品』を創刊。編集長に就任したが、7号で休刊となる。
1981年、福武書店（現ベネッセコーポレーション）に入社し、『海燕』創刊編集長、取締役出版事業本部長を歴任。1994年退職。時代小説案内を刊行し、回想記を著述していた。晩年に編集者同士の共編著『編集とは何か』を出版した。
中上健次や島田雅彦、吉本ばなな、小川洋子など才能ある多くの新人作家を発掘し、文学界の名伯楽と呼ばれたが、中上にビール瓶で殴られて病院に運ばれたこともある（著書「昼間の酒宴」より）。
2010年3月5日、結腸がんで死去。

## 著書
- 『ちゃんばら回想』朝日新聞社 1997年
- 『昼間の酒宴』小沢書店 1997年
- 『百冊の時代小説 決定版』文藝春秋 1999年、文春文庫 2003年
- 『時代小説の勘どころ』河出書房新社 2008年
- 『文芸誌編集実記』河出書房新社 2014年（遺著）

### 編著
- 『時代を創った編集者101』編者代表 新書館 2003年
- 『編集とは何か』 粕谷一希・鷲尾賢也・松居直と共著 藤原書店 2004年
- 『戦後占領期短篇小説コレクション』全7巻　紅野謙介・川崎賢子責任編集 藤原書店 2007年